# سقف مزروع شبه استوائي
سقف مزروع شبه استوائي (بالإنجليزية: Subtropical climate vegetated roof)‏ (SCV roof) هو نوع من ممارسات المباني الخضراء التي تستخدم وسائط تربة مزروعة مثبتة فوق سطح سقف مقاوم للماء للحصول على الفوائد البيئية والتصدي لشواغل الاستدامة، على غرار الأسقف الخضراء التقليدية الواقعة في شمال الولايات المتحدة الأمريكية. تُستخدم أوساط التربة، والألواح المزروعة، وأنظمة الأسقف الخضراء التي يمكن أن تتكيف مع الظروف الجوية السيئة والخصائص الفيزيائية للمناطق الرطبة وشبه الاستوائية في الولايات المتحدة في بناء وتصميم الأسقف المزروعة شبه الاستوائية.
تُستخدم الأسقف الخضراء لأسباب مختلفة بما في ذلك: الواحة الحضرية، وتخفيف مياه الأمطار، وخفض الكربون، وحفظ الطاقة، وفلسفة الجمال، والقيم العلاجية اعتمادًا على الموقع الجغرافي والأهداف المحددة للمشروع.
تتعلق معظم أبحاث الأسقف الخضراء الحالية بالأجزاء الشمالية من الولايات المتحدة القارية، بينما أُجريت أبحاث محدودة جدًا في المناطق الرطبة وشبه الاستوائية.
يوجد هناك العديد من الاختلافات بين نوعي أنظمة التسقيف السليمة بيئيًا، على الرغم من وجود خصائص ومبادئ متشابهة بينهما، وتُعد هذه الاختلافات قابلة للمقارنة مع الاختلافات الموجودة بين مناطق الولايات المتحدة من ناحية هندسة المناظر الطبيعية وزراعة الحدائق التقليدية أو الاختلافات الموجودة في أشكال المشاهد الحضرية.
لا تُعتبر أنواع النباتات وطرق هندسة المناظر الطبيعية المستخدمة في الأجزاء الشمالية من الولايات المتحدة مناسبة للمناطق الرطبة وشبه الاستوائية فيها، بسبب درجات الحرارة الشديدة والهطولات المطرية الحاصلة. يمثل هذا الاختلاف الأكثر أهمية بين السقف الأخضر في شمال الولايات المتحدة والسقف المزروع شبه الاستوائي (سقف إس في سي).
يمكن لسقف مزروع شبه استوائي مُصمم جيدًا تبعًا لمواقع جغرافية محددة أن يُخفض درجات حرارة سطح السقف بمقدار يصل إلى 38 درجة، ويحتفظ بنسبة تصل حتى 88% من الهطول المطري اعتمادًا على مقداره. يمكن لسقف مزروع شبه استوائي مصمم بشكل غير صحيح باستخدام أوساط التربة وأنواع المزروعات غير الصحيحة أن يفشل من خلال عدم تحقيق الأهداف المرجوة. تساهم طريقة التسقيف هذه أيضًا في تنمية الاقتصاد الأخضر، وسياسات تقنية الطاقة النظيفة (المُستدامة)، وتتأهل للحوافز الضريبية الفيدرالية والمحلية التي وضعتها حكومة الولايات المتحدة.

## المُصطلح والتقنية
يُعد عدد الأسقف المزروعة الموجودة حاليًا في الجنوب الشرقي من الولايات المتحدة أقل بكثير بالمقارنة مع مناطق أخرى من الولايات المتحدة.  وتعتمد الأسقف المزروعة الموجودة في المناطق شبه الاستوائية الرطبة على نفس مصطلحات الأسقف الخضراء الأساسية المُستخدمة في جميع أنحاء العالم وأجزاء أخرى من الولايات المتحدة. تُعتبر الكثافة، والشمولية، ووسائط التربة، والحصى، والمرشحات القماشية، وطبقة تصريف المياه، والغشاء غير النفاذ للماء، بعض المصطلحات الأساسية لمكونات السقف المزروع شبه الاستوائي.
تتشكل المصطلحات الإقليمية والألواح المزروعة والتقنيات للتكيف مع الابتكارات الحديثة وزيادة انتشار الأسطح الخضراء في المناطق الرطبة وشبه الاستوائية في الولايات المتحدة. تمتلك جميع أشكال الأسطح الخضراء القدرة على الاحتفاظ بمياه الأمطار على سطح السقف وخفض الحمل الحراري للمباني. تتلقى المناطق شبه الاستوائية الرطبة في الولايات المتحدة بسبب درجات الحرارة المرتفعة والتعرض المطول للحرارة والهطولات المطرية الشديدة، أهم الفوائد البيئية التي توفرها الأسقف المزروعة شبه الاستوائية، وهي: انخفاض كميات مياه الأمطار المُصرفة في أنظمة الاحتفاظ بمياه الأمطار أثناء هطولها وزيادة تقييمات أداء الطاقة في الأبنية. تزيد الأسقف المزروعة شبه الاستوائية والأسطح الخضراء من كفاءة الطاقة في المباني من خلال تثبيت درجات حرارة سطح السقف. قد تختلف أهم الفوائد البيئية لتصميم السقف الأخضر في مناطق أخرى من الولايات المتحدة بناءً على نوع المناخ السائد في المنطقة.